# Хлороформ
Хлороформ (трихлорметан) је органско једињење са формулом . Хлороформ је безбојна, густа течност, јаког мириса. Ово једињење је штетно по људско здравље. Неколико милиона тона годишње производе као претходница тефлонa и за хлађење. Његова употреба за расхлађивање се постепено умањује.